# Гокасе
Гокасе (五ヶ瀬町 Gokase-chō) је варош у Јапану у области Нишиусуки, префектура Мијазаки. Према попису становништва из октобра 2016. у граду је живело 3.818 становника са густином насељености 22 становника по км².Површина вароши је 171,77 км².
Већи део становништва раде као фармери и рибари, који производе поврће сансај и рибу јапански лосос

## Становништво
Према подацима са пописа, у вароши је 2012. године живело 3.818 становника.